# Министерство юстиции Бельгии
Министерство юстиции Бельгии или Федеральная государственная служба Бельгии было создано Королевским приказом от 23 мая 2001 года в рамках реализации планов первого правительства Верхофстадт по модернизации федеральной администрации. Переход от министерства в Федеральную государственную службу был завершен 15 июля 2002 года.
ФГС юстиции несет ответственность перед министром юстиции.

## Организации
ФГС юстиции в настоящее время объединена в четыре Генерального директората:
- Генеральный директорат по вопросам судебной организации
- Генеральный директорат по вопросам законодательства и основных прав и свобод
- Генеральный директорат по вопросам исправительных учреждений
- Генеральный директорат по вопросам юстиции Дома юстиции

Несколько независимых организаций находятся под юрисдикцией ФГС юстиции, например Комиссия по азартным играм. Кроме того, ФГС юстиции также несет ответственность за Официальный журнал Бельгии. Бельгийская служба безопасности государства несет также ответственность перед министром юстиции.